# Gobemouche d'Ussher
Artomyias ussheri
Espèce
Statut de conservation UICN

 LC  : Préoccupation mineure
Le Gobemouche d'Ussher (Artomyias ussheri) est une espèce d'oiseaux de la famille des Muscicapidae.
Son nom commémore l'ornithologue et spéléologue irlandais Richard John Ussher (en) (1841-1913).
Son aire s'étend notamment à travers les forêts humides guinéennes.